# Tetrastichus crinicornis
Tetrastichus crinicornis är en stekelart som först beskrevs av Jean Pierre Omer Anne Édouard Perris 1840.  Tetrastichus crinicornis ingår i släktet Tetrastichus och familjen finglanssteklar. Inga underarter finns listade i Catalogue of Life.